# Dianthus laricifolius subsp. caespitosifolius
Dianthus laricifolius subsp. caespitosifolius é uma subespécie de planta com flor pertencente à família Caryophyllaceae. 
A autoridade científica da subespécie é (Planellas) M. Laínz, tendo sido publicada em Aport. Conocim. Fl. Gallega 6: 6. 1968.

## Portugal
Trata-se de uma subespécie presente no território português, nomeadamente em Portugal Continental.
Em termos de naturalidade é endémica da Península Ibérica.

## Protecção
Não se encontra protegida por legislação portuguesa ou da Comunidade Europeia.